# Abbaye de Chartreuve
 (décembre 2017).
Si vous disposez d'ouvrages ou d'articles de référence ou si vous connaissez des sites web de qualité traitant du thème abordé ici, merci de compléter l'article en donnant les références utiles à sa vérifiabilité et en les liant à la section « Notes et références ».
L'abbaye Saint-Nicolas de Chartreuve est une ancienne abbaye de l'ordre des prémontrés située dans la commune de Chery-Chartreuve, dans le département de l'Aisne. Elle est à environ quarante-trois kilomètres au sud de Laon et à trente-cinq kilomètres à l'ouest de Reims.
C'est une abbaye fille de l'abbaye de Beaulieu.

## Fondation
À la mort de Thibaut II de Champagne, comte de Champagne, l'un de ses fils, Hugues le Blanc, eut en héritage le domaine de Chéry-Chartreuve.
Vers 1130, il fit venir des prémontrés où ils fondèrent une abbaye, qui fut confirmée en 1145 par Josselin, évêque de Soissons. Fille de l'abbaye de Prémontré à l'origine, Chartreuve passe bientôt sous la paternité de l'abbaye de Beaulieu.
Son premier abbé est Odon de Bailleul .

## Histoire
L'abbaye est mise en commende en 1530.
Un incendie la détruit en grande partie en 1650. Elle est remaniée au milieu du XVIIIe siècle, les bâtiments conventuels médiévaux sont reconstruits ou rhabillés. Le 18 mars 1788, la première assemblée municipale se réunit dans une des salles de l'abbaye. L'abbaye est supprimée en 1790, l'église, les bâtiments conventuels et la ferme dépendante sont aliénés comme bien national en 1793.
Un médecin, maire de Chéry-Chartreuve, achète vers 1805 l'ancienne abbaye ruinée dont de nombreux vestiges sont dispersés. Son fils puis son petit-fils, député, vice-président du conseil général de l'Aisne et également maire de la commune, font aménager le domaine au milieu du XIXe siècle en installant leur résidence dans les bâtiments du XVIIIe siècle, faisant construire des communs et une orangerie et restaurer la ferme. Une chapelle, érigée sur les ruines de l'abbatiale, est consacrée en 1863.
La Première Guerre mondiale ruine le château qui est remplacé par une villa plus modeste. Les seuls vestiges de l'ancienne abbaye sont : 
- le mur du XIVe siècle de l'armarium et de la salle capitulaire et
- les ruines de l'église abbatiale.

## Abbés

### Abbés réguliers
- Odon de Bailleul, premier abbé.

### Abbés commendataires
À partir du concordat de Bologne, commence la série des abbés commendataires et seigneurs temporels :
- François Brulart (†1630), frère de Nicolas Brulart de Sillery, fondateur du collège des Jésuites de Reims[1]
- François Le Piquart, aumônier et conseiller de la reine, prieur de Notre-Dame de Chastel en Porcien, et député de l'ordre du clergé aux États généraux de 1614.
- Simon Legras, évêque de Soissons en 1624.

## L'abbaye prémontrée Sainte-Marie aux Dames de Chartreuve
Suivant l'usage de l'époque, il se forma dans l'enceinte du monastère une communauté de religieuses. En 1197, cette communauté fut transférée sur les hauteurs du plateau, à un endroit qui s'appelle encore les Dames. Sa chapelle romane, appelée chapelle de la Ferme des Dames, devenue grange demeure le seul témoin tangible de la présence de cette communauté. Elle remonte visiblement à l'époque de l'installation des religieuses sur les hauteurs.
Cette seconde abbaye semble s'éteindre à la fin du XIIIe siècle, et l'ensemble de ses bâtiments est alors converti en exploitation agricole, baillée jusqu'à la Révolution par l'abbaye de Chartreuve sous le nom de « Ferme des Dames » qui est encore le sien. Vendue comme bien national en 1795, la ferme a gardé sa vocation jusqu'à nos jours. L'ensemble des bâtiments a été remanié ou reconstruit, notamment au XIXe siècle, mais des piliers de l'ancien cloître subsistaient à cette époque dans ce qui était devenu le logis du fermier ; en revanche, l'utilisation de l'ancienne église abbatiale du XIIe siècle comme grange durant plusieurs siècles a assuré sa conservation satisfaisante jusqu'à nos jours.

## Ancien prieuré cure prémontré, actuellement église paroissiale Saint-Remi
La paroisse de Chéry dépendait de l'évêché de Soissons et formait un prieuré cure au bénéfice de l'abbaye prémontrée voisine de Chartreuve dont l'abbé était également le gros décimateur.
L'église primitive du XIIe siècle, dont des vestiges subsistent dans le chœur, a été entièrement reconstruite au début du XVIe siècle.
La date de 1591, inscrite à la sanguine et retrouvée lors des travaux de restauration du XXe siècle, pourrait correspondre à l'achèvement de l'édifice, ou à une ultime campagne de travaux. La sacristie porte la date de 1760.
Le toit de l'église a été endommagée lors du repli de l'armée allemande au mois d'août 1918.